# 十勝岳望岳台

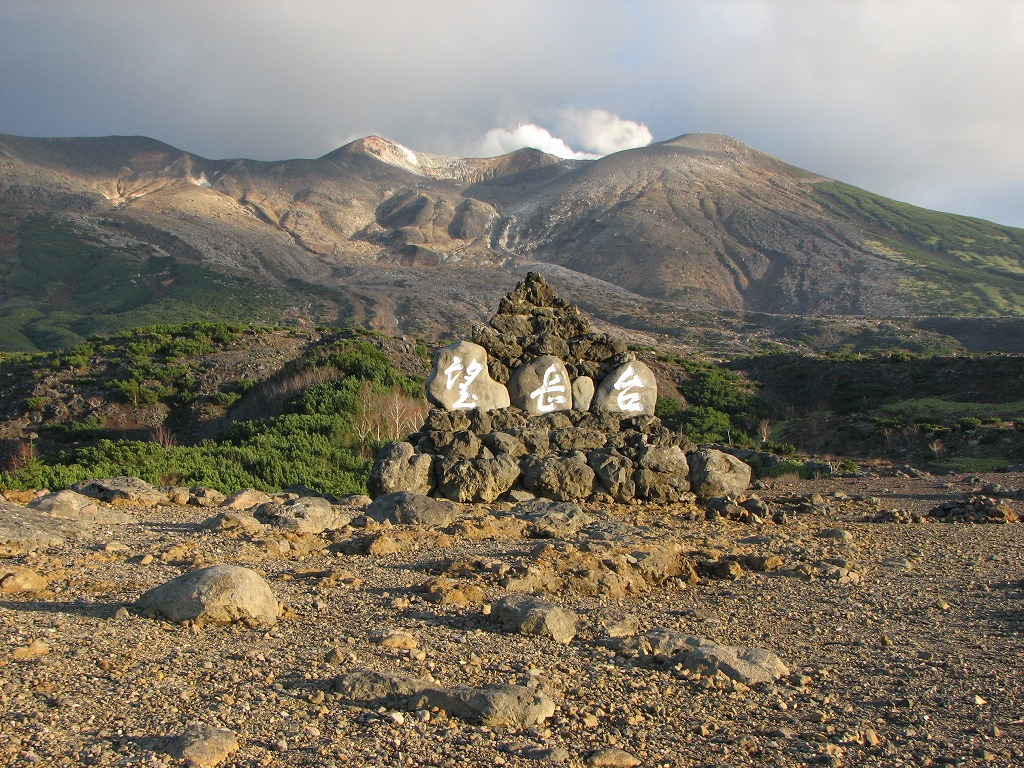
望岳台から見る十勝岳

十勝岳望岳台(とかちだけぼうがくだい)は、北海道上川郡美瑛町白金の十勝岳の中腹にある展望台。単に望岳台と呼ばれることが多い。

## 概要
白金温泉から十勝岳に向かう5kmほどの地点に位置する標高930mの展望台。十勝岳登山の拠点にもなっている。レストハウスが併設される。眼前に十勝岳が雄大にそびえ、眼下には美瑛や富良野の街並みが一望できる。約1kmほどの遊歩道が設けられ、夏季には多種類の高山植物を観察しながらの自然散策が楽しめる。ここより道道966号（10月中旬～5月中旬は冬季通行止め）にて吹上温泉保養センター白銀荘（上富良野町）まで徒歩で行く事も可能。
2016年、2014年の御嶽山噴火を教訓にレストハウスを建て替え、望岳台防災シェルターとしてリニューアルオープンした。

## 交通アクセス
- JR富良野線美瑛駅から道北バス「白金温泉・国立大雪青年の家」行き乗車、「保養センター」下車、徒歩60分～80分
- 自動車：JR富良野線美瑛駅から約45分。
- 白金温泉からハイキングコース「ウグイス谷遊歩道」（全長4.1キロ）を徒歩で、約80分。